# Shawiella grevilleae
Shawiella grevilleae är en svampart som beskrevs av Hansf. 1957. Shawiella grevilleae ingår i släktet Shawiella, divisionen sporsäcksvampar och riket svampar.   Inga underarter finns listade i Catalogue of Life.